# Mezőköz
Mezőköz (1899-ig Medzibrod, szlovákul: Medzibrod) község Szlovákiában, a Besztercebányai kerületben, a Besztercebányai járásban.

## Fekvése
Besztercebányától 17 km-re északkeletre, a Garam jobb partján fekszik.

## Története
A települést valószínűleg a 14. században alapították. 1455-ben „Megywbrodye” néven említik először, Zólyomlipcse várának tartozéka volt. Neve a szlovák medzibrod (= gázlók köze) szóból származik. Határában egykor aranyat, ezüstöt bányásztak. 1464-ben „Medybrody”, 1528-ban „Mezybroth”, „Mecybrody” néven említik. A 17. századtól vasat bányásztak a területén. Lakói a mezőgazdaság mellett késkészítéssel, vadászsólyom tenyésztéssel foglalkoztak. Később csipkeverőiről volt híres a település.
A 18. század végén Vályi András így ír róla: „MECZBROD. Elegyes falu Zólyom Várm.”
1828-ban 107 házában 1029 lakos élt.
Fényes Elek 1851-ben kiadott geográfiai szótárában így ír a faluról: „Medzibrod, tót falu, Zólyom vármegyében, a Garan jobb partján 1029 kath. lak., kath. paroch. templom. Határában vas, réz, és piskolcz ásatik. F. u. kamara.”
A trianoni diktátumig területe Zólyom vármegye Breznóbányai járásához tartozott.
Az antimon bányászata 1946-ban indult meg.

## Népessége
| Év:            | 1994. | 2004.   | 2014.   | 2024.   |
| -------------- | ----- | ------- | ------- | ------- |
| Emberek száma: | 1307  | 1303    | 1359    | 1372    |
| Eltérés:       |       | -0,30 % | +4,29 % | +0,95 % |

| Év:            | 2023. | 2024.   |
| -------------- | ----- | ------- |
| Emberek száma: | 1395  | 1372    |
| Eltérés:       |       | -1,64 % |

1910-ben 1094, túlnyomórészt szlovák lakosa volt.
2001-ben 1315 lakosából 1312 szlovák volt.
2011-ben 1333 lakosából 1261 szlovák.

## Nevezetességei
- Nepomuki Szent János tiszteletére szentelt római katolikus temploma 1791-ben épült barokk-klasszicista stílusban.
- A községben két jellegzetes népi építésű parasztház maradt fenn.
- Határában található a 42,23 hektáros Mačková természetvédelmi terület.

## Külső hivatkozások
- Községinfó
- Mezőköz Szlovákia térképén
- Tourist-channel.sk
- Travelatlas.sk
- E-obce.sk[halott link]